# John A. Schneider
John A. ("Jack") Schneider (Chicago, 4 de dezembro de 1926 - Stamford, 10 de dezembro de 2019) foi um executivo estadunidense. Ele foi ex-presidente da rede de televisão CBS de 1965-1976. Nascido em Chicago, Schneider serviu na Reserva Naval americana durante a Segunda Guerra Mundial, e se formou na Universidade de Notre Dame em 1948.

## Biografia
Schneider ingressou na CBS em 1950 e iniciou uma longa e bem-sucedida carreira na radiodifusão. Antes disso, foi nomeado gerente geral da WCAU-TV (NBC10 Philadelphia) na Filadélfia. Em 1964, foi nomeado vice-presidente e gerente geral da WCBS-TV em Nova York. No ano seguinte, foi indicado para presidente da rede CBS e vice-presidente e membro do conselho da CBS, Inc. Ele ocupou o cargo de vice-presidente executivo da CBS Corporation de 1969 até 1978.
No final dos anos 1970, Schneider atuou como consultor da AT&T, Coca-Cola, Sony Corporation of America, The Kennedy Center e Melvin Simon Productions.
Em 1979, Schneider se tornou o presidente fundador e CEO da Warner-Amex Satellite Entertainment Company. A empresa foi criada para fornecer programação para o cenário de rápida expansão da televisão a cabo. Schneider supervisionou o lançamento da MTV para a empresa em 1981. Ele se aposentou em 1985.

## Morte
Schneider morreu em 10 de dezembro de 2019, em Stamford, Connecticut. Ele tinha 93 anos.